# NGC 3841
NGC 3841 est une galaxie lenticulaire (?) située dans la constellation du Lion. NGC 3841 a été découverte par l'astronome britannique John Herschel en 1827.

## Caractéristiques
Selon la base de données Simbad, NGC 3841 est une galaxie LINER, c'est-à-dire une galaxie dont le noyau présente un spectre d'émission caractérisé par de larges raies d'atomes faiblement ionisés.

### Distance
Sa vitesse par rapport au fond diffus cosmologique est de 6 650 ± 23 km/s, ce qui correspond à une distance de Hubble de 98,1 ± 6,9 Mpc (∼320 millions d'al).
À ce jour, trois mesures non basées sur le décalage vers le rouge (redshift) donnent une distance de 113,333 ± 12,503 Mpc (∼370 millions d'al), ce qui est à l'intérieur des valeurs de la distance de Hubble. Notons cependant que c'est avec la valeur moyenne des mesures indépendantes, lorsqu'elles existent, que la base de données NASA/IPAC calcule le diamètre d'une galaxie et qu'en conséquence le diamètre de NGC 3841 pourrait être d'environ 18,8 kpc (∼61 300 al) si on utilisait la distance de Hubble pour le calculer.

## Amas du Lion
Comme plusieurs galaxies voisines, NGC 3841 fait partie de l'amas du Lion (Abell 1367),.